# Bureau Hengeveld
Bureau Hengeveld is het regionale misdaadopsporingsprogramma van RTV Utrecht.
Het programma is gebaseerd op hetzelfde format als het programma Opsporing Verzocht van de AVROTROS. De doelstelling is om misdrijven in de provincie Utrecht op te lossen en te verminderen. Bureau Hengeveld ontleent zijn naam aan de straat waar de opnamestudio van RTV Utrecht is gevestigd: de Hengeveldstraat.
In oktober 2003 werd het programma voor het eerst uitgezonden. 
Het programma duurt 22 minuten en onderscheidt zich door rubrieken als 'De Verkeerspolitie' en 'Het Vonnis' van andere opsporingsprogramma's. Bovendien was Bureau Hengeveld het eerste Nederlandse televisieprogramma dat rechercheurs van de sociale recherche mocht volgen. Het programma wordt gemaakt in samenwerking met Regionale Eenheid Midden-Nederland en het Openbaar Ministerie Midden-Nederland.      
Het programma heeft diverse presentatoren gehad: Rob van Burik en Annechien Steenhuizen waren als duo de eerste presentatoren van Bureau Hengeveld. Zij werden in de loop der jaren opgevolgd door Marc van Amstel en vervolgens Riks Ozinga. Sinds 2012 is Sacharko Broere het gezicht van het programma die ook Bureau Flevoland van Omroep Flevoland presenteert.